# John Grochowalski
John Grochowalski (Springfield, 16 ottobre 1952) è un ex cestista statunitense.

## Carriera
È stato selezionato dai Chicago Bulls al settimo giro del Draft NBA 1975 (122ª scelta assoluta), ma non ha mai giocato nella NBA.
Ha giocato nella massima serie italiana solo con l'Auxilium Torino, mentre ha giocato in Serie A2 con la Pallacanestro Livorno e la Pallacanestro Firenze. In realtà la sua carriera in Italia era iniziata l'anno precedente con la Pallacanestro Cantù giocando come "straniero di coppa" in coppia con Bob Lienhard e contribuendo alla vittoria della Coppa Intercontinentale.
Ha segnato un totale di 6.123 punti in Serie A.

## Palmarès
- Coppa Intercontinentale: 1

Pall. Cantù: 1975